# SN 1999ch
SN 1999ch – supernowa typu Ia odkryta 13 maja 1999 roku w galaktyce A165445+3959. W momencie odkrycia miała maksymalną jasność 19,80m.